# Helmuth Zander
Helmuth Zander (* 15. September 1888 in Babusch; † 19. April 1967 in Eckernförde) war ein deutscher Politiker (GB/BHE).
Zander war von Beruf Baurat. Er trat nach dem Wegfall der Aufnahmesperre zum 1. Mai 1937 in die NSDAP ein.
Nach dem Zweiten Weltkrieg kam er als Heimatvertriebener nach Schleswig-Holstein und siedelte sich in Eckernförde an. Er gehörte von 1950 bis 1954 dem Landtag von Schleswig-Holstein an. Der Landtag wählte ihn 1954 zum Ersatzmitglied der zweiten Bundesversammlung.